# شعيب الهشيم

## شعيب الهشيم
يعد شعيب الهشيم أحد الروافد الرئيسية لوادي جريذي، ويقع كامل حوض شعيب الهشيم ضمن حدود محمية الإمام عبد العزيز بن محمد الملكية، ومن الناحية الإدارية تشكل اراضي حوضه جزء من محافظة رماح في المملكة العربية السعودية. وتبدأ منابع شعيب الهشيم عند خط طول 46.872954 درجة شرقا ودائرة عرض 25.213307 درجة شمالا، وذلك في أرض صخرية قريبة من خشوم البويبية وشلال قلتة المستظلة، وتمثل خط تقسيم المياه بينه وبين شعيب البويبية المعاكس، الذي يعبرجال جبال العرمة متجها نحو الجنوب الغربي. وبشكل عام يتجه المجرى الرئيسي لشعيب الهشيم من الجنوب الغربي نحو الشمال الشرقي، حتى يلتقي مع وادي جريذي عند خط طول 47.030273 درجة شرقا ودائرة عرض 25.329216 درجة شمالا. ويبلغ طول مجراه الرئيسي من منبعه إلى أن يلتقي بوادي جريذي حوالي 27كم. ويصرف شعيب الهشيم مياه الأمطار في أرض مستطيلة تمتد بين حوض وادي المساجدي في الجنوب الشرقي وحوض شعيب أبو ركبة أحد روافد وادي جريذي الجنوبية قي الشمال الغربي. ويظهر من صور قوقل ماب أن أرضه متضرسة نسبيا ومتجانسة الصخور، وروافده فروعها كثيرة وقصيرة، ولها مجاري ضيقة، ويعطي التقاء مجاري المياه فيه نمطا شجريا واضحا، ويتبين أيضا أن في المجرى الرئيسي فيه تعرجات قوية بزوايا قد تصل إلى 90 درجة.